# Fania (film)
Fania (Playing for Time), conosciuto anche con il titolo Ballata per un condannato, è un film per la televisione della CBS del 1980, scritto da Arthur Miller e basato sull'autobiografia dell'acclamata musicista Fania Fénelon, The Musicians of Auschwitz. Vanessa Redgrave interpreta la Fénelon.
Fania è basato sull'esperienza della Fénelon come prigioniera nel campo di concentramento di Auschwitz, dove lei e un gruppo di musiciste classiche furono risparmiate in cambio della musica per i loro carcerieri. Il film fu in seguito adattato da Miller come un'opera teatrale.
Questo fu l'ultimo film del regista Daniel Mann. Parti del film sono state dirette da Joseph Sargent, ma solo Mann fu accreditato come regista.

## Trama
Fania Fénelon, una cantante-pianista ebrea francese, viene inviata con altri prigionieri nel campo di concentramento di Auschwitz in un treno affollato durante la seconda guerra mondiale. Dopo essere stati privati dei loro effetti personali e dei vestiti ed essere stati rasati in testa, i prigionieri vengono processati ed entrano nel campo. La Fénelon viene riconosciuta come una musicista famosa e scopre che potrà di evitare il duro lavoro manuale e sopravvivere più a lungo diventando membro dell'orchestra femminile della prigione, l'Orchestra femminile di Auschwitz.
Nel processo stringe uno stretto rapporto con Alma Rosé, la direttrice d'orchestra del gruppo musicale, così come con gli altri membri della banda. Rendendosi conto che i musicisti ricevono un trattamento migliore rispetto agli altri prigionieri, Fania convince le guardie e i membri dell'orchestra che un altro prigioniero con cui ha stretto amicizia, Marianne, è in realtà una cantante di talento. Sebbene Marianne non dia gran prova di sé durante l'audizione, le è permesso di unirsi all'orchestra. Suonare per i nazisti, tuttavia, toglie alle donne gran parte della loro dignità e la maggior parte di loro spesso mette in dubbio che rimanere vive valga gli abusi che subiscono costantemente.

## Produzione
Il cast provò insieme a New York e successivamente ha girato in Pennsylvania con un programma di riprese di sei settimane. Durante la metà delle riprese, i produttori decisero di sostituire Joseph Sargent con Daniel Mann come regista.

### Polemiche sul cast
La produttrice Linda Yellen era determinata a ingaggiare la Redgrave nel ruolo di protagonista in un momento in cui l'attrice stava affrontando le proteste di organizzazioni ebraiche per le sue critiche al sionismo e alla sua posizione pro-palestinese. Successivamente fu richiesta la sicurezza durante le prove e l'ufficio della Yellen fu violato. Ci sono state ulteriori complicazioni quando la stessa Fénelon apparve su 60 Minutes della CBS contro l'assegnazione della parte alla Redgrave e suggerì Jane Fonda come sostituta. Durante la produzione la Fénelon continuò a criticare la politica della Redgrave nelle sue tournée di interviste negli Stati Uniti.
Come risultato delle opinioni politiche della Redgrave, il film fu inizialmente vietato in Israele, anche lei se si appellò al ministro della cultura giordano perché acquistasse i diritti del film da mostrare sulla televisione giordana. Desiderava che sia gli arabi che gli israeliani avessero l'opportunità di vedere il film.

## Accoglienza
Fania (Playing for Time) fu elogiato dalla critica e ottenne numerosi premi e nomination;

### Primetime Emmy Award
1981
- Migliore film per la televisione
- Primetime Emmy Award per la migliore attrice protagonista in una miniserie o un film - Vanessa Redgrave (vinto)
- Primetime Emmy Award per l'eccezionale attrice non protagonista in una miniserie o un film - Jane Alexander (vinto)
- Primetime Emmy Award per una sceneggiatura eccezionale per una miniserie, un film o uno speciale drammatico - Arthur Miller (vinto)
- Primetime Emmy Award per l'eccezionale direzione artistica per una serie limitata o uno speciale - Robert Gundlach, Gary Jones (nomination)
- Primetime Emmy Award come miglior attrice non protagonista in una miniserie o un film - Shirley Knight (nomination)

### Golden Globe Award
- Golden Globe per le migliori miniserie o film per la televisione (nomination)

### Peabody Award
- Peabody Award per area di eccellenza della CBS

## Pubblicazione su DVD
Dopo la sua trasmissione televisiva, il film fu pubblicato su VHS, e più tardi su DVD negli Stati Uniti nel 2010.

## Controversia storica
Playing for Time, il film e il libro di memorie su cui si basa, hanno assunto un posto importante nello studio dell'Olocausto. Fin dalla sua pubblicazione e l'enorme successo commerciale, la testimonianza della Fénelon fu accettata come verità e ampiamente distribuita in una miriade di risorse accademiche, popolari e musicali. Questo fu fonte di grande frustrazione e angoscia per le altre sopravvissute dell'orchestra, che trovarono quasi all'unanimità la rappresentazione che fece Fania della loro orchestra e del suo organico falsi e umilianti. combatterono una feroce battaglia per decenni fin da quando Playing for Time sembrava possedere la loro verità sulla loro orchestra e la rappresentazione della sua storia. Fu prestata una certa attenzione alle loro preoccupazioni, ma in gran parte furono ignorate. Le più grandi fonti di angoscia erano la presunta rappresentazione non corretta di Alma Rosé, i presunti ritratti diffamatori di molti altri musicisti e la raffigurazione sminuita da parte della Fénelon del loro legame e sostegno reciproco.